# Cinematograful de altă dată
Cinematograful de altă dată  (titlul original: în italiană Cinema d'altri tempi) este un film de comedie franco-italian, realizat în 1953 de regizorul Steno, protagoniști fiind actorii Walter Chiari, Lea Padovani, Jean Richard și Maurice Teynac. 

## Conținut
În timpul turnării unui film, țăranca Caterina își vede grădina complet distrusă. Mergând la casa de producție pentru a obține despăgubiri, îl găsește pe regizorul Marcello, care îi propune să se dedice cinematografiei.
Fata simte o pasiune pentru cinema și îl convinge pe iubitul ei Pasquale, să finanțeze filmul în care va juca rolul principal.
Caterina începe să facă carieră în cinematografie, luând numele scenic de „Ausonia”. În Franța se îndrăgostește de Marcello,  îl cunoaște pe celebrul actor Za-l'Amour care se îndrăgostește de ea. Din păcate, fericirea se încheie odată cu începutul primului război mondial, care îi va forța pe toți să se refugieze.
După terminarea războiului, viața în cinematografie s-a schimbat, fiind diferit de modul în care a fost odată, iar cei trei protagoniști se regăsesc, fără muncă. Caterina și Marcello vor putea rămâne împreună datorită aprobării lui Za-l'Amour, care este pe moarte și le dă binecuvântarea...

## Distribuție
- Walter Chiari – Marcello Serventi
- Lea Padovani – Caterina
- Jean Richard – Pasquale
- Maurice Teynac – Za L'Amour
- Luigi Pavese – producătorul
- Peter Trent – contele
- Gianni Cavalieri
- Jean Demy
- Bianca Maria Fabbri
- Carlo Mazzarella
- Riccardo Ferri
- Mirella Gagliardi
- Steno